# Habitatge a la plaça de Sant Miquel, 9 (Amer)
L'Habitatge a la plaça de Sant Miquel, 9 és una obra d'Amer (Selva) inclosa a l'Inventari del Patrimoni Arquitectònic de Catalunya.

## Descripció
Edifici cantoner de tres plantes i coberta de doble vessant a façana situada al sector occidental de la plaça i tocant al carrer Migdia. De planta trapezoïdal, les façanes estan arrebossades i pintades a excepció feta de la cadena cantonera i els marcs de pedra d'algunes finestres.
Pel que fa a la façana que dona a la plaça de Sant Miquel, la planta baixa consta de tres portes, dues de les quals estan emmarcades de pedra. Només una ho és totalment, l'altra només conserva la part alta dels brancals i la llinda, de pedra. Dues de les tres portes de la planta baixa, que condueixen a un garatge i a un soterrani, tenen forma d'arc rebaixat i llinda de tres blocs de pedra. L'altra porta és de ciment i rajola i serveix d'accés als pisos superiors.
El primer pis conté un balcó i una finestra balconera. La sortida del balcó està emmarcada de grans blocs de pedra. El segon pis presenta dues finestres balconeres amb barana de fusta i una fiestra d'obra petita.
Quant a la façana del carrer Migdia, està dividida per una franja vertical de pedra vista i conté diverses finestres de mides reduïdes (sobretot a la planta baixa), algunes d'elles emmarcades de pedra sorrenca. Al segon pis hi ha una terrassa coberta.
Els ràfecs de la cornisa estan formats per tres fileres, dues de rajola plana n'emmarquen una de teula.

## Història
Casa d'origen medieval amb transformacions durant el segle xviii, XIX i XX.
Als voltants de la casa existia l'antiga església parroquial d'Amer, dedicada a Sant Miquel. Aquesta església estigué afectada pels terratrèmols del segle xv i fou destruïda durant la Guerra dels Segadors a mitjan segle xvii.
Durant els anys 90 del segle XX es va procedir a reparar l'arrebossat exterior.